# Cantone di Golfito
Il cantone di Golfito è un cantone della Costa Rica facente parte della provincia di Puntarenas.

## Geografia antropica

### Suddivisioni amministrative
Il cantone  è suddiviso in 4 distretti:
- Golfito
- Guaycará
- Pavón
- Puerto Jiménez